# سنت جرجز، سامرست شمالی
سنت جرجز (به انگلیسی: St. Georges) یک محله مدنی و روستا در بریتانیا است که در سامرست شمالی واقع شده‌است. سنت جرجز ۳٬۳۷۹ نفر جمعیت دارد.